# 三島神社 (臼杵市)
三島神社（みしまじんじゃ）は、大分県臼杵市大字井村に鎮座する神社である。大友氏時代の臼杵五社の一。
武人たちの篤い尊崇を得た伊予国大山祇神社（愛媛県）の分霊を祀った神社ということもあり、戦国大名大友宗麟が丹生島城（臼杵城）に入城して以来、大友氏、太田一吉、稲葉氏などの歴代領主らの崇敬を集めた。

## 祭神
大山祇神を主祭神に、菅原神（2柱）、大年神（2柱）、豊受神（2柱）、品陀和気命、高龗神を配祀する。配祀の神々はすべて神社合祀に伴うものである。

## 由緒
徳治2年（1307年）、弘安の役で武勲を立てた伊予国の豪族越智氏の流れを汲む河野六郎通有の嫡男、河野通忠（柚木谷八郎通忠）が、西海の海賊退治のため、大山祇神社の分霊を奉じて渡海し、臼杵市芝尾に着いたとされる。着岸後、通忠は、芝尾地区にある椎の木（通称「山の神様」）の下に仮殿を造り、その分霊を祭祀した。これが、当神社の旧宮である。延慶元年（1309年）、神宣があって、三ツ梅が実ったという現在の地に遷った。
慶長元年（1596年）から卯の市が始まり、明和9年（1772年）には疫病除のため獅子舞が始まった。文政10年（1827年）、臼杵藩第11代藩主稲葉雍通が老臣岡部隼人治方を遣わせて代拝、幣帛を奉献し、安政6年（1859年）には臼杵藩第14代藩主稲葉観通が参拝している。
明治9年（1876年）に臼杵市大字井村に鎮座する4社を合祀して「井村神社」と改称し、同18年（1885年）4月にも同市大字大野村に鎮座する1社を合祀、同年9月には藤河内神社を合祀した。昭和4年（1929年）3月に拝殿を改築し、同28年（1953年）10月8日、「三島神社」と社名を改称。

### 卯の市
慶長元年から、4月初卯日に市場が執り行われ、布、農具及び器物などが売買されていた。この市は、布の値段を左右するほどに賑わい、藩が警備の士を出すほどだった。明治に入ると、牛の大市が開かれるようになり、盛況を呈していた。

## 祭祀
例祭は4月第3土曜日と12月10日で、4月第3日曜日に春卯の市まつりが、12月第1日曜日に冬卯の市まつりが行われる。

### 神事芸能
三輪流臼杵神楽は、当神社の社家が歴史的にも深く関与していたことが、様々な郷土文献によりうかがえる。
また獅子舞も行われ、これは明和9年に始められ、臼杵では最も早いとみられている。獅子舞の特色は、獅子が胴衣の中ほどに「弓」と呼ぶ胴輪を入れる事、尻には「篭」と呼ぶ尻当てを入れる事、猿面の太鼓打ちが付く事、笛吹きが肩衣を着けている事、の4点である。

## 境内社
稲荷神社（祭神：保食命）、祇園社（祭神：素盞嗚命、大己貴命、稲田姫命）、地主神社（祭神：軻遇突智命）の3社がある。

## 交通
JR日豊本線熊崎駅下車、徒歩5分。